# Hartenstraat (Amsterdam)

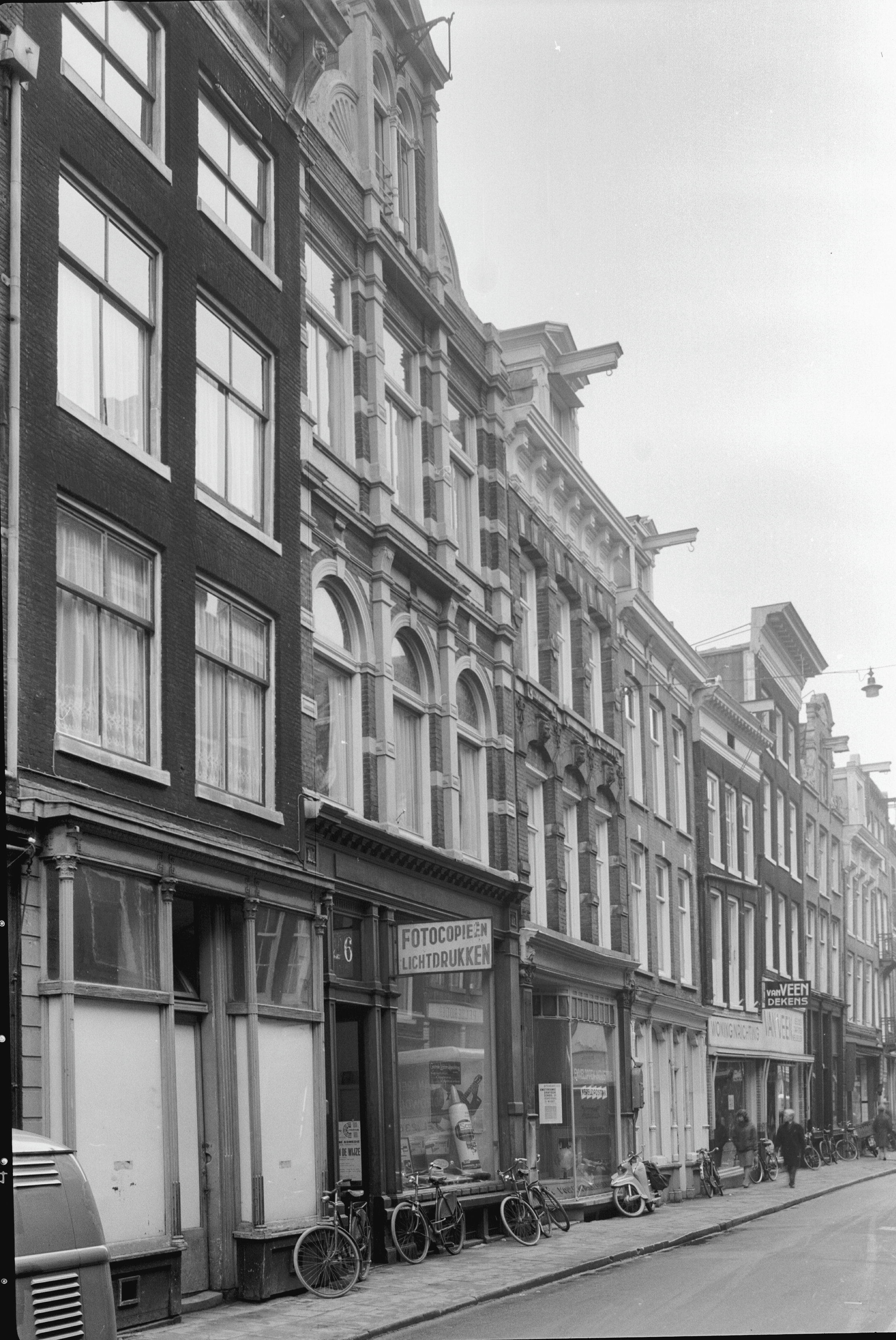
De Hartenstraat in 1963

De Hartenstraat is een straat in Amsterdam-Centrum.
De straat dateert waarschijnlijk uit het midden 17e eeuw en maakt in de 21e eeuw deel uit van de buurt De 9 Straatjes. In het verleden was het een uitvalsweg vanuit Amsterdam-Centrum richting het westelijk deel van Amsterdam-Centrum. Vanuit de Dam voert deze via Paleisstraat, Brug 6 over het Singel, Gasthuismolenstreeg, Brug 24 over de Herengracht, Hartenstraat, Kees Fensbrug over de Keizersgracht, Reestraat en Brug 64 over de Prinsengracht. In de 21e eeuw is er eenrichtingsverkeer richting centrum. De verbinding met de Reestraat lijkt voor wat betreft naamgeving vreemd. Echter Hartenstraat verwijst niet naar "hart" maar naar het oud-nederlands hart in de betekenis van "hert".
In de straat staat een dertigtal Rijksmonumenten en vier gemeentelijke monumenten. De film Hartenstraat is hier opgenomen.